# Liste des ambassadeurs d'Allemagne en Guinée équatoriale
La liste des ambassadeurs d'Allemagne en Guinée équatoriale contient les ambassadeurs de la République fédérale d'Allemagne en Guinée équatoriale.

## Historique
Un ambassade existe à Malabo, la capitale de la Guinée équatoriale, depuis septembre 2010. L'ambassadeur d'Allemagne à Yaoundé (Cameroun) était auparavant également accrédité en Guinée équatoriale. L'ambassade là-bas est toujours responsable des questions juridiques et consulaires.
La Guinée équatoriale a ouvert une ambassade à Berlin en 2005.
| Nom              | Mandat      |
| ---------------- | ----------- |
| Michael Klepsch  | 2011-2014   |
| Rainer Münzel    | 2015-2016   |
| Elmar Jakobs     | 2016-2019   |
| Ralph Timmermann | depuis 2019 |

## Voir également
- Ambassadeur de la RDA

## liens web
- Webseite der deutschen Botschaft Malabo. Consulté le 3. Février 2020 .
- Office fédéral des affaires étrangères : Information sur les pays Guinée équatoriale